# Unicamente Celentano
Unicamente Celentano (с итал. — «Только Челентано») — музыкальный сборник итальянского певца и киноактёра Адриано Челентано, выпущенный 13 ноября 2006 года.

## Об альбоме
Издание включает в себя три компакт-диска, содержащие лучшие песни Челентано разных лет. Третий диск включает в себя ранее не опубликованную версию песни «Oh Diana» на итальянском языке, которую Челентано исполнил совместно с певцом Полом Анкой. За шесть месяцев было продано свыше 350 000 экземпляров альбома. В России альбом достиг «золотого» статуса.

## Список композиций
| №                   | Название                                                                                     | Текст песни                            | Музыка                             | Длительность |
| ------------------- | -------------------------------------------------------------------------------------------- | -------------------------------------- | ---------------------------------- | ------------ |
| 1.                  | «Il tuo bacio è come un rock» (Adriano Celentano con Giulio Libano e la sua orchestra, 1958) | Пьеро Виварелли, Лучио Фульчи          | Адриано Челентано                  | 2:04         |
| 2.                  | «Ventiquattromila baci» (A New Orleans, 1963)                                                | Пьеро Виварелли, Лучио Фульчи          | Адриано Челентано                  | 2:20         |
| 3.                  | «Stai lontana da me» (Non mi dir, 1965)                                                      | Могол                                  | Берт Бахарах, Боб Хиллард          | 2:16         |
| 4.                  | «Grazie prego scusi» (Non mi dir, 1965)                                                      | Могол, Мики Дель Прете                 | Натале Массара                     | 2:05         |
| 5.                  | «Si è spento il sole» (A New Orleans, 1963)                                                  | Лучано Беретта, Мики Дель Прете        | Эцио Леони, Адриано Челентано      | 2:57         |
| 6.                  | «Ciao ragazzi» (Non mi dir, 1965)                                                            | Могол                                  | Мики Дель Прете, Адриано Челентано | 2:36         |
| 7.                  | «E voi ballate» (Il ragazzo della via Gluck, 1966)                                           | Никола Салерно, Мики Дель Прете        | Нелло Чангеротти                   | 2:58         |
| 8.                  | «Ringo» (Il ragazzo della via Gluck, 1966)                                                   | Кастеллано и Пиполо                    | Дон Робертсон, Хэл Блэр            | 3:11         |
| 9.                  | «Mondo in mi 7a» (Le robe che ha detto Adriano, 1969)                                        | Могол, Лучано Беретта, Мики Дель Прете | Адриано Челентано                  | 6:10         |
| 10.                 | «Eravamo in 100 000» (Azzurro/Una carezza in un pugno, 1968)                                 | Лучано Беретта, Мики Дель Прете        | Адриано Челентано                  | 2:28         |
| 11.                 | «Azzurro» (Azzurro/Una carezza in un pugno, 1968)                                            | Вито Паллавичини                       | Паоло Конте, Микеле Вирано         | 3:43         |
| 12.                 | «Miseria nera» (Adriano Rock, 1968)                                                          | Джино Сантерколе                       | Мики Дель Прете                    | 2:25         |
| 13.                 | «Una carezza in un pugno» (Azzurro/Una carezza in un pugno, 1968)                            | Лучано Беретта, Мики Дель Прете        | Джино Сантерколе                   | 2:57         |
| 14.                 | «Un bimbo sul leone» (Azzurro/Una carezza in un pugno, 1968)                                 | Лучано Беретта, Мики Дель Прете        | Джино Сантерколе                   | 3:39         |
| 15.                 | «Storia d’amore» (Le robe che ha detto Adriano, 1969)                                        | Лучано Беретта, Мики Дель Прете        | Адриано Челентано                  | 4:53         |
| Общая длительность: | Общая длительность:                                                                          | Общая длительность:                    | Общая длительность:                | 46:50        |

| №                   | Название                                                               | Текст песни                            | Музыка              | Длительность |
| ------------------- | ---------------------------------------------------------------------- | -------------------------------------- | ------------------- | ------------ |
| 1.                  | «Una storia come questa» (Er più – Storia d’amore e di coltello, 1971) | Мики Дель Прете                        | Мики Дель Прете     | 4:29         |
| 2.                  | «La ballata di Pinocchio» (I mali del secolo, 1972)                    | Адриано Челентано                      | Адриано Челентано   | 6:46         |
| 3.                  | «Un albero di trenta piani» (I mali del secolo, 1972)                  | Адриано Челентано                      | Адриано Челентано   | 4:01         |
| 4.                  | «L’unica chance» (в альбомах не издавалась, вышла как сингл в 1973)    | Адриано Челентано                      | Адриано Челентано   | 4:23         |
| 5.                  | «Una festa sui prati» (Le robe che ha detto Adriano, 1969)             | Могол, Лучано Беретта, Мики Дель Прете | Адриано Челентано   | 3:22         |
| 6.                  | «Soli» (Soli, 1979)                                                    | Кристиано Минеллоно                    | Тото Кутуньо        | 4:05         |
| 7.                  | «Il tempo se ne va» (Un po’ artista un po’ no, 1980)                   | Кристиано Минеллоно, Клаудия Мори      | Тото Кутуньо        | 3:48         |
| 8.                  | «Splendida e nuda» (Joan Lui, 1985)                                    | Адриано Челентано                      | Адриано Челентано   | 5:48         |
| 9.                  | «C'è qualcosa che non va» (La pubblica ottusità, 1987)                 | Адриано Челентано                      | Адриано Челентано   | 5:04         |
| 10.                 | «Arrivano gli uomini» (Arrivano gli uomini, 1996)                      | Адриано Челентано                      | Адриано Челентано   | 6:09         |
| 11.                 | «Ti lascio vivere» (Arrivano gli uomini, 1996)                         | Фабрицио Берлинчони                    | Мауро Спина         | 4:31         |
| 12.                 | «Solo da un quarto d’ora» (Arrivano gli uomini, 1996)                  | Адриано Челентано                      | Адриано Челентано   | 5:45         |
| 13.                 | «Specchi riflessi» (Mina Celentano, 1998)                              | Джованни Донцелли                      | Винченцо Леомпорро  | 4:58         |
| 14.                 | «Che t’aggia di» (Mina Celentano, 1998)                                | Адриано Челентано                      | Адриано Челентано   | 5:09         |
| Общая длительность: | Общая длительность:                                                    | Общая длительность:                    | Общая длительность: | 68:29        |

| №                   | Название                                                          | Текст песни                     | Музыка                      | Длительность |
| ------------------- | ----------------------------------------------------------------- | ------------------------------- | --------------------------- | ------------ |
| 1.                  | «Oh Diana» (2006, new)                                            | Могол                           | Пол Анка                    | 4:46         |
| 2.                  | «Il ragazzo della via Gluck» (1994, live)                         | Мики Дель Прете, Лучано Беретта | Адриано Челентано           | 5:57         |
| 3.                  | «Prisencolinensinainciusol» (Alla corte del remix, 1995)          | Адриано Челентано               | Адриано Челентано           | 5:18         |
| 4.                  | «Gelosia» (Io non so parlar d’amore, 1999)                        | Могол                           | Джанни Белла                | 4:30         |
| 5.                  | «L’arcobaleno» (Io non so parlar d’amore, 1999)                   | Могол                           | Джанни Белла                | 3:30         |
| 6.                  | «L’emozione non ha voce» (Io non so parlar d’amore, 1999)         | Могол                           | Джанни Белла                | 4:10         |
| 7.                  | «Apri il cuore» (Esco di rado e parlo ancora meno, 2000)          | Могол                           | Джанни Белла                | 5:21         |
| 8.                  | «Io sono un uomo libero» (Esco di rado e parlo ancora meno, 2000) | Ивано Фоссати                   | Ивано Фоссати               | 5:48         |
| 9.                  | «Tir» (Esco di rado e parlo ancora meno, 2000)                    | Могол                           | Джанни Белла, Розарио Белла | 4:29         |
| 10.                 | «Per sempre» (Per sempre, 2002)                                   | С. Пьерони                      | Джанни Белла                | 5:13         |
| 11.                 | «Respiri di vita» (Per sempre, 2002)                              | Могол                           | Джанни Белла                | 4:11         |
| 12.                 | «Le stesse cose» (Esco di rado e parlo ancora meno, 2000)         | Карло Маццони                   | Карло Маццони               | 5:44         |
| 13.                 | «I passi che facciamo» (Per sempre, 2002)                         | Джино Де Крешенцо               | П. Леон                     | 5:37         |
| Общая длительность: | Общая длительность:                                               | Общая длительность:             | Общая длительность:         | 64:41        |